# 弗兰克·奥斯特霍尔特
弗兰克·奥斯特霍尔特（德語：Frank Ostholt，1975年9月23日—），德国男子马术运动员。他曾代表德国参加2004年和2008年夏季奥林匹克运动会马术比赛，其中2008年奥运会获得一枚金牌。